# Heeresversuchsanstalt
Mit Heeresversuchsanstalt wurden in der Zeit des Nationalsozialismus Versuchsstellen des Heeres zur Erforschung und Erprobung neuer Waffentechnik bezeichnet.

## Heeresversuchsanstalt Hillersleben
In der Colbitz-Letzlinger Heide bei Hillersleben in Sachsen-Anhalt testete die Wehrmacht seit 1936 Artilleriewaffen und später auch schwere Waffen wie das Dora-Geschütz. Nach der Zerschlagung der Rest-Tschechei wurden 1939 dort erbeutete Waffen nach Hillersleben geschafft und getestet. Am 13. April 1945 erreichten Truppen der 9. US-Armee und der 2. US-amerikanischen Panzerdivision Hillersleben.
Von 1945 bis 1994 nutzte die Sowjetarmee das Gelände. Heute befindet sich hier der Truppenübungsplatz Altmark mit dem Gefechtsübungszentrum Heer der Bundeswehr. In der alten Kaserne der Truppenunterkunft Hillersleben wird die Auslandsausbildung der Bundeswehr für die Einsätze im Kosovo u. ä. durchgeführt (nur Ortskampf). Etwas nördlich des heutigen Hillersleben befindet sich das Truppenübungslager Planken, das von nationalen und internationalen Truppenteilen als Unterkunft für seine Soldaten genutzt wird. Angeschlossen sind ein moderner Instandsetzungspark und eine weitere Unterkunft inmitten des Truppenübungsplatzes. Der Leitstand des Gefechtsübungszentrums befindet sich etwas nördlich von Hillersleben, in Letzlingen. Dort ist auch ein Ausbildungsverband untergebracht, welcher regelmäßig als Übungsgegner für die verschiedenen Truppenteile fungiert.

## Heeresversuchsanstalt Kummersdorf-Gut
In Kummersdorf-Gut bei Luckenwalde in Brandenburg befand sich bis 1945 das Heereswaffenamt. Vor der Einrichtung der Versuchsanstalt in Peenemünde wurden hier erste Forschungen an Raketentechnik betrieben. Auch Atomenergieforschungen wurden hier betrieben.

## Heeresversuchsstelle Mittersill
In Mittersill (Österreich) wurde kurz nach dem Anschluss Österreichs eine Heeresversuchsanstalt errichtet, zur Erprobung von Seilbahnen. Hierzu wurde eine eigene Anschlussbahn errichtet. Die Anlage wurde nach 1945 abgebaut.

## Heeresversuchsstelle Munster-Nord
Diese häufig als Heeresversuchsanstalt Raubkammer bezeichnete Anlage auf dem Truppenübungsplatz Munster-Nord in der Lüneburger Heide wurde bereits seit 1892 militärisch genutzt. Seit 1916 wurden chemische Kampfstoffe erprobt.  
Heute ist Munster der größte Standort der Bundeswehr. Hier befindet sich neben anderen Einrichtungen das Wehrwissenschaftliche Institut für Schutztechnologien (ABC-Schutz).

## Heeresversuchsanstalt Peenemünde
Die Heeresversuchsanstalt Peenemünde, 1936 auf der Insel Usedom eingerichtet, diente der Entwicklung von Raketentechnik. Nach dem Zweiten Weltkrieg wurde das Gelände erst von der Gruppe der Sowjetischen Streitkräfte in Deutschland (GSSD) und später von der NVA genutzt.